# The Source (álbum)
The Source é o nono álbum do projeto musical holandês Ayreon, do multi-instrumentista Arjen Anthony Lucassen, lançado em 28 de abril de 2017.
Como de praxe para o projeto, trata-se de um álbum conceitual. Diferentemente do álbum anterior, The Theory of Everything, a trama volta a tratar de temas de ficção científica; com efeito, o disco é uma prequela para 01011001, tornando-o o primeiro álbum na cronologia da história. É o primeiro álbum de Arjen com sua nova gravadora, Mascot Label Group.
Também como nos álbuns anteriores, The Source traz a participação de vários convidados para interpretar personagens ao longo das faixas. A maior parte dos convidados já havia figurado em trabalhos anteriores: James LaBrie (Dream Theater), Simone Simons (Epica), Floor Jansen (Nightwish, ex-After Forever, ex-ReVamp), Hansi Kürsch (Blind Guardian), Tobias Sammet (Edguy, Avantasia), Tommy Karevik (Kamelot, Seventh Wonder), Mike Mills (Toehider) e Russell Allen (Symphony X, Adrenaline Mob). As novidades são Tommy Rogers (Between the Buried and Me), Nils K. Rue (Pagan's Mind), Michael Eriksen (Circus Maximus) e Zaher Zorgati (Myrath). Instrumentistas de apoio recorrentes nos álbuns do Ayreon, como o baterista Ed Warby, o violinista Ben Mathot e o flautista Jeroen Goossens também aparecem.
O site PopMatters elegeu The Source como o segundo melhor álbum de rock e metal progressivo de 2017.

## Enredo
A história se passa antes da trama de 01011001. No planeta Alfa, a humanidade se vê cada vez mais dependente de máquinas e enfrenta problemas como o efeito estufa. Eventualmente, o Presidente (Russell Allen) recorre ao complexo de máquinas que mantém o planeta funcionando (Frame) para que elas solucionem os problemas que afetam o mundo. Elas determinam que o problema reside na própria humanidade e decidem desligar os sistemas vitais para deixar todos morrerem.

## Produção

### Composição, letras e gravações
Quando Arjen começou a escrever música nova, ele pensou que aquilo resultaria em um álbum solo. Eventualmente, ele percebeu que a música estava pesada demais para ele cantar, então ele pensou em fazer um álbum do Star One, outro projeto encabeçado por ele. Por fim, ao perceber elementos folk, decidiu que seria um álbum do Ayreon.
Mike Mills escreveu as melodias do seu personagem na faixa "The Day That the World Breaks Down", em que ele canta em uma parte o código binário da frase "trust TH1" (confie em TH1), sendo TH1 o nome do seu personagem. A personagem de Floor Jansen se chama "The Biologist" (A Bióloga); coincidentemente, Floor queria ser uma bióloga quando criança, algo que Arjen não sabia ao convidá-la para o papel. Segundo Arjen, o álbum é mais voltado para a guitarra do que seus antecessores.
Lucassen não ficou satisfeito com o primeiro solo que Marcel Coenen lhe enviou, então eles trabalharam em uma segunda versão que chegou ao álbum e foi descrita por Lucassen como "um dos melhores solos que já ouvi". Segundo ele, Marcel o agradeceu por motivá-lo a ir além.
Muitos cantores não puderam viajar para a Holanda, então gravaram suas partes em suas terras natais.

### Divulgação
Arjen anunciou oficialmente que seu próximo projeto seria um álbum do Ayreon em 6 de outubro de 2016 por meio de um teaser com música já gravada para o lançamento. De 13 de outubro a 23 de dezembro, ele postou regularmente prévias de vocais e solos de cada um dos convidados sem revelar seus nomes, estimulando seus seguidores a tentarem adivinhar os músicos e concorrerem a prêmios. Em 13 de janeiro de 2017, ele anunciou que Yann Souetre faria a capa, que foi revelada no dia 19 do mesmo mês juntamente ao título.
"The Day That the World Breaks Down", a faixa de abertura e que traz todos os cantores exceto Zaher Zorgati, foi lançada no YouTube em 26 de janeiro de 2017. Outra faixa, "Everybody Dies", chegou em 23 de fevereiro. O terceiro lyric video, "The Source Will Flow", veio após um concurso que culminou em quatro vídeos feitos por fãs, com o vencedor sendo escolhido por votação popular. "Star of Sirrah" foi a quarta faixa a receber um lyric video em 18 de abril.

## Lista de faixas

### CD 1
| Chronicle 1: The 'Frame (Crônica 1: O Gabinete |                                                                         | |         |  |
| N.º                                            | Título                                                                  | Vocalistas | Duração |  |
| 1.                                             | "The Day That the World Breaks Down" (O Dia em Que o Mundo Se Destruir) | James LaBrie, Tommy Karevik, Tommy Rogers, Simone Simons, Nils K. Rue, Tobias Sammet, Hansi Kürsch, Mike Mills, Russell Allen, Michael Eriksen, Floor Jansen | 12:32   |  |
| 2.                                             | "Sea of Machines" (Mar de Máquinas)                                     | Rogers, Eriksen, Rue, Simons, Sammet, Allen | 5:08    |  |
| 3.                                             | "Everybody Dies" (Todos Morrem)                                         | Mills, Karevik, Rogers, Allen, Kürsch, Eriksen, Sammet, Jansen                                                                                               | 4:42    |  |
| Duração total:                                 | Duração total:                                                          | Duração total: | 22:22   |  |

| Chronicle 2: The Aligning of the Ten (Crônica 2: O Alinhamento dos Dez) |                                                       |                                                             |         |  |
| N.º                                                                     | Título                                                | Vocalistas                                                  | Duração |  |
| 4.                                                                      | "Star of Sirrah" (Estrela de Sirah)                   | LaBrie, Allen, Kürsch, Sammet, Rue, Rogers, Eriksen, Jansen | 7:03    |  |
| 5.                                                                      | "All That Was" (Tudo Que Era)                         | Simons, Jansen, LaBrie, Eriksen                             | 3:36    |  |
| 6.                                                                      | "Run! Apocalypse! Run!" (Corram! Apocalipse! Corram!) | Karevik, Kürsch, Mills, Allen, Jansen, Sammet, Rue, LaBrie  | 4:52    |  |
| 7.                                                                      | "Condemned to Live" (Condenados a Viver)              | LaBrie, Rogers, Eriksen, Simons, Karevik, Jansen            | 6:14    |  |
| Duração total:                                                          | Duração total:                                        | Duração total:                                              | 21:45   |  |

### CD 2
| Chronicle 3: The Transmigration (Crônica 3: A Transmigração) |                                                   |                                                                         |         |  |
| N.º                                                          | Título                                            | Vocalistas                                                              | Duração |  |
| 1.                                                           | "Aquatic Race" (Raça Aquática)                    | LaBrie, Sammet, Karevik, Eriksen, Allen, Simons, Rogers, Jansen, Kürsch | 6:46    |  |
| 2.                                                           | "The Dream Dissolves" (O Sonho se Dissolve)       | Simons, Jansen, Eriksen, Rue                                            | 6:11    |  |
| 3.                                                           | "Deathcry of a Race" (Grito de Morte de uma Raça) | Allen, Sammet, Jansen, Karevik, Zaher Zorgati, Simons                   | 4:43    |  |
| 4.                                                           | "Into the Ocean" (Oceano Adentro)                 | Allen, Mills, Eriksen, Kürsch, Sammet, Karevik, Rue                     | 4:53    |  |
| Duração total:                                               | Duração total:                                    | Duração total:                                                          | 22:33   |  |

| Chronicle 4: The Rebirth (Crônica 4: O Renascimento) |                                               |                                                                              |         |  |
| N.º                                                  | Título                                        | Vocalistas                                                                   | Duração |  |
| 5.                                                   | "Bay of Dreams" (Baía de Sonhos)              | LaBrie, Rogers, Mills, Eriksen, Rue                                          | 4:24    |  |
| 6.                                                   | "Planet Y Is Alive!" (O Planeta Y Está Vivo!) | Karevik, Allen, Kürsch, Mills, Sammet, Jansen                                | 6:02    |  |
| 7.                                                   | "The Source Will Flow" (A Fonte Fluirá)       | Rogers, LaBrie, Simons                                                       | 4:13    |  |
| 8.                                                   | "Journey to Forever" (Jornada para Sempre)    | Sammet, Eriksen, Kürsch                                                      | 3:19    |  |
| 9.                                                   | "The Human Compulsion" (A Compulsão Humana)   | Simons, LaBrie, Rogers, Eriksen, Allen, Rue, Sammet, Kürsch, Karevik, Jansen | 2:15    |  |
| 10.                                                  | "March of the Machines" (Marcha das Máquinas) | Mills                                                                        | 1:40    |  |
| Duração total:                                       | Duração total:                                | Duração total:                                                               | 21:53   |  |

## Créditos
| Vocalistas - James LaBrie (Dream Theater) como O Historiador - Tommy Karevik (Kamelot, Seventh Wonder) como O Líder de Oposição - Tommy Rogers (Between the Buried and Me) como O Químico - Simone Simons (Epica) como A Conselheira - Nils K. Rue (Pagan's Mind) como O Profeta - Tobias Sammet (Edguy, Avantasia) como O Capitão - Hansi Kürsch (Blind Guardian) como O Astrônomo - Mike Mills (Toehider) como TH-1 - Russell Allen (Symphony X, Adrenaline Mob) como O Presidente - Michael Eriksen (Circus Maximus) como o Diplomata - Floor Jansen (Nightwish, ex-After Forever, ex-ReVamp) como A Bióloga - Zaher Zorgati (Myrath) como O Pregador |  | Instrumentistas - Joost van den Broek (ex-After Forever) – piano e piano elétrico - Mark Kelly (Marillion) – solo de teclado analógico em "The Dream Dissolves" - Maaike Peterse (Kingfisher Sky) – violoncelo - Paul Gilbert (Mr. Big, Racer X) – solo de guitarra em "Star of Sirrah" - Guthrie Govan (The Aristocrats, ex-Asia) – solo de guitarra em "Planet Y Is Alive!" - Marcel Coenen (Sun Caged) – solo de guitarra em "The Dream Dissolves" - Ed Warby – bateria - Ben Mathot – violino - Jeroen Goossens (ex-Pater Moeskroen) – flauta, instrumentos de sopros - Arjen Anthony Lucassen – guitarra, violão, baixo, bandolim, sintetizadores, Hammond, ARP String Synthesizer, todos os outros instrumentos Produção - Arjen Anthony Lucassen – produtor, mixagem, gravação - Pieter Kop – masterização - Yann Souetre – capa e arte - Lori Linstruth – consultora criativa, filmagem e edição do "Por Trás das Câmeras" e entrevistas do DVD bônus, gerência - Jos Driessen – cogravação de Ed Warby - Braeden Kozy – gravação de James LaBrie - Thomas Gieger – gravação de Hansi Kürsch - Sascha Paeth – gravação de Tobias Sammet - Dick Hodgin – gravação de Russell Allen - Jamie King – gravação de Tommy Rogers |

## Paradas
| Parada (2017)                         | Maior posição |
| ------------------------------------- | ------------- |
| Bélgica (Ultratop Flandres)           | 38            |
| Bélgica (Ultratop Valônia)            | 72            |
| Países Baixos (Dutch Charts)          | 1             |
| Alemanha (Offizielle Deutsche Charts) | 10            |
| Italian Albums (FIMI)                 | 52            |
| Noruega (VG-lista)                    | 21            |
| Escócia (Official Scottish Albums)    | 69            |
| Swedish Albums (Sverigetopplistan)    | 27            |